# Pocholo (revista)
Pocholo fue una revista de historietas (tebeo) española, publicada por las editoriales Santiago Vives en primer lugar y Hispano Americana después, entre 1931 y 1951.

## Trayectoria
La revista "Pocholo" tuvo tres épocas diferenciadas:

### Primera época (1931-1938)
La editorial Santiago Vives comenzó a editar la revista "Pocholo" en 1931, produciendo 272 números ordinarios con una periodicidad semanal, varios extraordinarios y tres almanaques. Está editada por Ramón Vives Falcó, quien contó con José María Huertas Ventosa, primero, y Diego Gimenez de Letang como redactores jefe y guionistas, y con dibujantes como Jaime Tomás, Cabrero Arnal, Carlos Becquer, Emilio Freixas, Jaime Juez, Jesús Blasco, Escobar, Longoria, Salvador Mestres, Arturo Moreno, Ricard Opisso (creador de la cabecera) y Riera Rojas, muchos de los cuales realizaron para esta revistas sus primeras obras importantes.
Los primeros números de "Pocholo" denotan la influencia de "TBO", a la que toman como modelo editorial. Con gran visión comercial, incorporan también ideas de otras editoriales de la competencia, como En Patufet y Pulgarcito –de la editorial El Gato Negro, embrión de Bruguera– tuvo un rápido crecimiento de difusión lo que permitió consolidar el producto editorial e incorporar innovaciones y nuevos autores. Así, esta cabecera tuvo una interesante evolución, pasando de viñetas con profusos textos al pie a cómics llenos de dinamismo e influenciados por los cómics americanos y el cine. Un salto que según el autor del estudio más profundo realizado sobre esta revista, Jaume Capdevila "abrió nuevas vías expresivas en el lenguaje de la historieta española".
Esta revista también destacó por su innovación a la hora de promocionarse entre los niños. La Guerra Civil y las restricciones de la posguerra acabaron con este atractivo proyecto.
En esta primera época, se destacaron las siguientes series:
| Año  | Números | Título                                                                             | Guionista                  | Dibujante     | Procedencia |
| ---- | ------- | ---------------------------------------------------------------------------------- | -------------------------- | ------------- | ----------- |
| 1930 |         | Formidables trapisondas del Grumete Mick, el viejo Mock y el Perro Muck            | Arturo Moreno              | Arturo Moreno | Nueva       |
| 1931 |         | Pelo Tieso                                                                         |                            | Escobar       | Nueva.      |
| 1933 |         | Guerra en el País de los Insectos                                                  | Cabrero Arnal              | Cabrero Arnal | Nueva       |
| 1934 |         | Vida, dimes y diretes del Mago de los Penetes                                      | José María Huertas Ventosa | Jaime Tomás   | Nueva       |
| 1935 |         | Hazañas de Paco Zumba, el moscón aventurero                                        | Cabrero Arnal              | Cabero Arnal  | Nueva       |
| 1935 |         | La Isla de los Galeones                                                            |                            | Jaime Tomás   | Nueva       |
| 1935 |         | Fieras en la Ciudad                                                                |                            | Jaime Tomás   | Nueva       |
| 1935 |         | Punto Negro                                                                        | Arturo Moreno              | Arturo Moreno | Nueva       |
| 1935 |         | Tim-Oteo, detective                                                                |                            | Escobar       | Nueva       |
| 1935 |         | El Universo en Guerra                                                              |                            | Jaime Tomás   | Nueva       |
| 1935 |         | Viajes extraordinarios del perro Top                                               | Cabrero Arnal              | Cabrero Arnal | Nueva       |
| 1936 |         | Cascarilla, detective. Truculentas pericipecias del Sherlock Holmes de Animalandia | Cabrero Arnal              | Cabrero Arnal | Nueva       |
| 1936 |         | Freddy, el pequeño botones                                                         | Arturo Moreno              | Arturo Moreno | Nueva       |
| 1936 |         | Fuera de la Ley                                                                    | Javier Alcántara           | Celemín       | Nueva       |
| 1936 |         | El monstruo de acero                                                               |                            | Jaime Tomás   | Nueva       |
| 1936 |         | Dick Turpin                                                                        |                            | Jaime Juez    |             |

En 1935, la editorial lanzó también la revista "Todo para los muchachos", con prácticamente los mismos dibujantes.

### Segunda época (1945-1949)
Constó de 75 números ordinarios, pero ahora bimensuales, y 4 almanaques, todos editados por la editorial Santiago Vives. Su tamaño era de 24 x 17 cm.

### Tercera época (1951-1952)
La cabecera fue retomada por Hispano Americana, pero solo llegó a producir 18 números ordinarios y un almanaque. Su tamaño era de 26 x 19 cm.